# 54411 Bobestelle
54411 Bobestelle este un asteroid din centura principală de asteroizi.

## Descriere
54411 Bobestelle este un asteroid din centura principală de asteroizi. A fost descoperit pe 3 iunie 2000 la Mauna Kea de Peter B. Stetson și David D. Balam. Asteroidul prezintă o orbită caracterizată de o semiaxă mare de 2,85 ua, o excentricitate de 0,19 și o înclinație de 10,3° în raport cu ecliptica.